# Caenorycta
Caenorycta é um gênero de traça pertencente à família Agonoxenidae.